# وانگ بائوچیانگ
وانگ بائوچیانگ (چینی ساده: 王宝强; چینی سنتی: 王寶強; پین‌یین: Wáng Bǎoqiáng؛ زادهٔ ۲۹ مه ۱۹۸۴) رزمی‌کار، بازیگر و کارگردان اهل چین است. وانگ به خاطر ایفای نقش در فیلم بلایند شافت تحسین زیادی دریافت کرد و برندهٔ جایزه بهترین بازیگر جدید در جوایز اسب طلایی شد. او در فیلم‌های بزرگ سرباز کوچک، نشانی از گناه، راهب و کارآگاه محله چینی‌ها نیز ایفای نقش کرده است.